# Discografia di Loboda
La discografia di Loboda, cantante ucraina, è costituita da quattro album in studio, un album dal vivo, tre raccolte, tre album di remix, due EP, oltre sessanta singoli e cinquanta video musicali.

## Album

### Album in studio
| Anno | Titolo |
| ---- | --- |
| 2005 | Ty ne zabudeš' - Pubblicato: 25 settembre 2005 - Etichetta: Moon Ukraine - Formato: CD, MC, download digitale  |
| 2008 | Ne ma4o - Pubblicato: 15 aprile 2008 - Etichetta: Moon Ukraine - Formato: CD, download digitale                |
| 2017 | H2LO - Pubblicato: 24 marzo 2017 - Etichetta: Sony Music Entertainment - Formato: Download digitale, streaming |
| 2023 | Made in U - Pubblicato: 24 marzo 2023 - Etichetta: autopubblicato - Formato: Download digitale, streaming      |

### Album dal vivo
| Anno | Titolo |
| ---- | --- |
| 2020 | Superstar Show Live - Pubblicato: 16 ottobre 2020 - Etichetta: Sony Music Entertainment - Formato: Download digitale, streaming |

### Album di remix
| Anno | Titolo |
| ---- | --- |
| 2006 | Čërnyj angel - Pubblicato: 19 maggio 2006 - Etichetta: Moon Records Ukraine - Formato: CD                             |
| 2009 | Postoj, muščina! - Pubblicato: 18 novembre 2006 - Etichetta: Moon Records Ukraine - Formato: CD                       |
| 2023 | Made in U (Mixes) - Pubblicato: 22 settembre 2023 - Etichetta: autopubblicato - Formato: Download digitale, streaming |

### Raccolte
| Anno | Titolo                                                                                |
| ---- | ------------------------------------------------------------------------------------- |
| 2009 | Anti-Crisis Girl - Pubblicato: 17 maggio 2009 - Etichetta: Moon Ukraine - Formato: CD |
| 2010 | Novoe i lučšee - Pubblicato: 2010 - Etichetta: Moon Ukraine - Formato: CD             |
| 2010 | Pesni vysšej proby - Pubblicato: 2010 - Etichetta: Moon Ukraine - Formato: CD         |

## Extended play
| Anno | Titolo |
| ---- | --- |
| 2019 | Sold Out - Pubblicato: 14 dicembre 2019 - Etichetta: Sony Music Entertainment - Formato: Download digitale, streaming |
| 2025 | 18 - Pubblicato: 27 giugno 2025 - Etichetta: autopubblicato - Formato: Download digitale, streaming                   |

## Singoli
| Anno                                                                                                | Titolo                              | Classifiche | Classifiche | Classifiche | Album di provenienza |
| Anno                                                                                                | Titolo                              | UKR         | RUS         | SWE         | Album di provenienza |
| --------------------------------------------------------------------------------------------------- | ----------------------------------- | ----------- | ----------- | ----------- | -------------------- |
| 2004                                                                                                | Čërno-belaja zima                   | ×           | ×           | —           | Ty ne zabudeš'       |
| 2005                                                                                                | Tam, za oblakami                    | ×           | ×           | —           | Ty ne zabudeš'       |
| 2005                                                                                                | Ja zabudu tebja                     | ×           | ×           | —           | Ty ne zabudeš'       |
| 2006                                                                                                | Postoj, muščina!                    | ×           | ×           | —           | /                    |
| 2007                                                                                                | Čërnyj angel                        | ×           | ×           | —           | Ty ne zabudeš'       |
| 2007                                                                                                | Sčast'e                             | ×           | ×           | —           | Ne ma4o              |
| 2007                                                                                                | Miška, gadkij malčiška              | ×           | ×           | —           | Ne ma4o              |
| 2008                                                                                                | Ne mačo                             | ×           | ×           | —           | Ne ma4o              |
| 2008                                                                                                | Za čto?                             | ×           | ×           | —           | Ne ma4o              |
| 2008                                                                                                | By Your Side (con DJ Lutique)       | ×           | ×           | —           | /                    |
| 2009                                                                                                | Be My Valentine! (Anti-Crisis Girl) | ×           | ×           | 46          | Anti-Crisis Girl     |
| 2009                                                                                                | Paren', ty ničë                     | ×           | ×           | —           | Anti-Crisis Girl     |
| 2010                                                                                                | Žit' legko                          | —           | —           | —           | /                    |
| 2010                                                                                                | Serdce b'ëtsja (con Maks Bars'kych) | —           | —           | —           | /                    |
| 2010                                                                                                | Revoljucija                         | 3           | 69          | —           | /                    |
| 2011                                                                                                | Spasibo                             | 10          | —           | —           | /                    |
| 2011                                                                                                | Na svete                            | 1           | —           | —           | /                    |
| 2012                                                                                                | Oblaka                              | 1           | —           | —           | /                    |
| 2012                                                                                                | 40 gradusov                         | 1           | 57          | —           | /                    |
| 2013                                                                                                | Pod lёd                             | 1           | —           | —           | /                    |
| 2013                                                                                                | Gorod pod zapretom                  | 2           | 99          | —           | /                    |
| 2014                                                                                                | Smotriš' v nebo (con Emin)          | 1           | 78          | —           | Načistotu            |
| 2014                                                                                                | Ne nužna                            | 3           | —           | —           | H2LO                 |
| 2015                                                                                                | Pora domoj                          | 1           | 40          | —           | /                    |
| 2015                                                                                                | Oblyš                               | —           | —           | —           | /                    |
| 2016                                                                                                | K čёrtu ljubov'                     | 1           | 9           | —           | H2LO                 |
| 2016                                                                                                | Tvoi glaza                          | 2           | 1           | —           | H2LO                 |
| 2017                                                                                                | Tekila-ljubov'                      | —           | —           | —           | H2LO                 |
| 2017                                                                                                | Slučajnaja                          | 13          | 15          | —           | H2LO                 |
| 2017                                                                                                | TvoiGlazaTumany                     | —           | —           | —           | /                    |
| 2017                                                                                                | Krysa-revnost'                      | —           | —           | —           | /                    |
| 2017                                                                                                | Paren'                              | 17          | 4           | —           | /                    |
| 2018                                                                                                | Leti                                | —           | 38          | —           | /                    |
| 2018                                                                                                | Superstar                           | 40          | 8           | —           | /                    |
| 2018                                                                                                | Instadrama                          | 19          | 10          | —           | /                    |
| 2019                                                                                                | Poslednij geroj                     | —           | —           | —           | /                    |
| 2019                                                                                                | Pulja-dura                          | 11          | 8           | —           | /                    |
| 2019                                                                                                | Živi spokojno, strana               | —           | —           | —           | /                    |
| 2019                                                                                                | V zone riska                        | 85          | 40          | —           | Sold Out             |
| 2019                                                                                                | Mira malo                           | 19          | 22          | —           | /                    |
| 2019                                                                                                | Novyj Rim                           | 32          | 67          | —           | Sold Out             |
| 2020                                                                                                | Moj                                 | 34          | 28          | —           | /                    |
| 2020                                                                                                | Boom Boom (con Pharaoh)             | 28          | —           | —           | /                    |
| 2020                                                                                                | Moloko                              | 43          | 35          | —           | /                    |
| 2021                                                                                                | Rodnoj                              | 19          | 10          | —           | /                    |
| 2021                                                                                                | Allo                                | 28          | 17          | —           | /                    |
| 2021                                                                                                | Indie Rock (Vogue)                  | —           | —           | —           | /                    |
| 2021                                                                                                | Malyš                               | —           | —           | —           | 13 druzej Bilana     |
| 2021                                                                                                | Americano                           | 32          | 66          | —           | /                    |
| 2021                                                                                                | Zaneslo                             | 17          | 38          | —           | /                    |
| 2021                                                                                                | Vsë projdët                         | —           | —           | —           | /                    |
| 2022                                                                                                | Molytva                             | —           | —           | —           | /                    |
| 2022                                                                                                | Dva neznajomci                      | —           | —           | —           | Made in U            |
| 2022                                                                                                | Goroda                              | —           | —           | —           | Made in U            |
| 2023                                                                                                | Po-ukraïns'ky                       | —           | —           | —           | Made in U            |
| 2023                                                                                                | Spohady                             | —           | —           | —           | /                    |
| 2023                                                                                                | Kyïv-Nicca                          | —           | —           | —           | /                    |
| 2023                                                                                                | Riga-Nicca                          | —           | —           | —           | /                    |
| 2023                                                                                                | Metelica                            | —           | —           | —           | /                    |
| 2024                                                                                                | Mentor                              | —           | —           | —           | /                    |
| 2024                                                                                                | Imja                                | —           | —           | —           | /                    |
| 2024                                                                                                | Molodaja                            | —           | —           | —           | /                    |
| 2024                                                                                                | Ljubov' do konca sveta              | —           | —           | —           | /                    |
| 2025                                                                                                | Instynkt                            | —           | —           | —           | /                    |
| "—" indica una pubblicazione non classificata in quel paese. "×" indica una classifica inesistente. |                                     |             |             |             |                      |

## Altre apparizioni
| Anno | Titolo             | Artista       | Album di provenienza       |
| ---- | ------------------ | ------------- | -------------------------- |
| 2009 | Toch ašchare imana | Tata Simonjan | Kiev-Erevan Trsnzit        |
| 2015 | Skrjabin           | artisti vari  | Skrjabin: Koncert pam'jati |

## Video musicali
| Anno | Titolo                                             | Regista                      |
| ---- | -------------------------------------------------- | ---------------------------- |
| 2004 | Čërno-belaja zima                                  | Alan Badojev                 |
| 2005 | Ja zabudu tebja                                    | Alan Badojev                 |
| 2005 | Ty ne zabudeš'                                     | Alan Badojev                 |
| 2006 | Čërnyj angel                                       | Aleksandr e Igor' Stekolenko |
| 2006 | Postoj, muščina!                                   | Alan Badojev                 |
| 2007 | Miška, gadkij malčiška                             | Alan Badojev                 |
| 2007 | Sčast'e                                            | Michail Segal                |
| 2008 | Ne mačo                                            | Alan Badojev                 |
| 2008 | Za čto?                                            | Alan Badojev                 |
| 2008 | By Your Side (con DJ Lutique)                      | Alan Badojev                 |
| 2009 | Be My Valentine (Anti-Crisis Girl)/Paren', ty ničë | Alan Badojev                 |
| 2010 | Žit' legko                                         | Alan Badojev                 |
| 2010 | Serdce b'ëtsja (con Maks Bars'kych)                | Alan Badojev                 |
| 2010 | Revoljucija                                        | Alan Badojev                 |
| 2011 | Spasibo                                            | Evgenij Timochin             |
| 2011 | Na svete                                           | Alan Badojev                 |
| 2012 | Oblaka/Ženščina prestupnica                        | Vladimir Škljarevskij        |
| 2012 | What About U                                       | Loboda                       |
| 2012 | 40 gradusov                                        | Vladimir Škljarevskij        |
| 2013 | Pod lёd                                            | Vladimir Škljarevskij        |
| 2013 | Pod lёd (Remake)                                   | Kadim Tarasov                |
| 2013 | Kochana                                            | Natella Krapivina            |
| 2013 | Gorod pod zapretom (Concert version)               | Loboda                       |
| 2014 | Gorod pod zapretom                                 | Duet Drelles                 |
| 2014 | Smotriš' v nebo (con Emin)                         | Natella Krapivina            |
| 2015 | Ne nužna                                           | Natella Krapivina            |
| 2015 | Pora domoj                                         | Natella Krapivina            |
| 2015 | Oblyš                                              | Natella Krapivina            |
| 2016 | K čёrtu ljubov'                                    | Natella Krapivina            |
| 2016 | Tvoi glaza                                         | Natella Krapivina            |
| 2017 | Slučajnaja                                         | Natella Krapivina            |
| 2018 | Paren'                                             | Natella Krapivina            |
| 2018 | Leti                                               | Natella Krapivina            |
| 2018 | Superstar                                          | Natella Krapivina            |
| 2019 | Instadrama                                         | Natella Krapivina            |
| 2019 | Pulja-dura                                         | Natella Krapivina            |
| 2020 | Novyj Rim                                          | Alan Badojev                 |
| 2020 | Moj                                                | Phil Lee                     |
| 2020 | Boom Boom (con Pharaoh)                            | Roma Kim e Miša Semičev      |
| 2020 | Boom Boom (Žara Music Awards 2020) (con Pharaoh)   | Konstantin Gordienko         |
| 2020 | Moloko                                             | Alan Badojev                 |
| 2021 | Rodnoj                                             | Anna Melikjan                |
| 2021 | Indie Rock (Vogue)                                 | Indy Hait                    |
| 2021 | Americano                                          | Indy Hait                    |
| 2022 | Molytva                                            | Indy Hait                    |
| 2022 | Goroda                                             | Loboda                       |
| 2023 | Po-ukraïns'ky                                      | Konstantin Gordienko         |
| 2023 | Kyïv-Nicca                                         | Loboda                       |
| 2023 | Metelica                                           | —                            |
| 2024 | Imja                                               | Loboda                       |
| 2024 | Molodaja                                           | Loboda                       |